# Gidazepam
Il gidazepam, conosciuto anche come hydazepam o hidazepam, è uno psicofarmaco appartenente alla categoria delle benzodiazepine sviluppato per la prima volta in Unione Sovietica; è una benzodiazepina perlopiù ansiolitica.

## Usi medici
Il gidazepam ha valore terapeutico nella gestione di alcuni disturbi cardiovascolari. Può essere utilizzato anche per un trattamento alle vertigini.

## Proprietà farmacologiche

### Agenti cardiotonici
Il farmaco possiede un effetto rinforzante sul cuore o che possono aumentare la gittata cardiaca e può essere utilizzato dopo infarti miocardiali, durante procedure chirurgiche cardiache, sotto shock o nell'insufficienza cardiaca.

### Agenti antiaritmici
Il farmaco può essere utilizzato per il trattamento o la prevenzione delle aritmie cardiache, può influenzare la fase di polarizzazione-ripolarizzazione del potenziale d'azione, la sua eccitabilità o refrattarietà, o la conduzione dell'impulso o la risposta di membrana all'interno delle fibre cardiache.

### Anticonvulsivanti
Il farmaco può essere utilizzato per prevenire le convulsioni o per ridurne la gravità.